# روزيتا دي لا فيغا
روزيتا دي لا فيغا هي مغنية فلبينية، ولدت في 1924، وتوفيت في 7 أبريل 2008.